# مركز الدراسات القضائية والتدريب
مركز الدراسات القضائية والتدريب هو مركز قضائي حكومي تابع لهيئة قضايا الدولة مصر أنشئ عام 2017 بقرار من المستشار حسين عبده خليل و يرأس مجلس إدارته حاليا المستشار حسين مصطفي فتحي رئيس قضايا الدولة.

## نشأة المركز
تم إنشاء مركز الدراسات القضائية والتدريب بهيئة قضايا الدولة بقرار المستشار حسين عبده رئيس الهيئة رقم (140) لسنة 2017 الصادر يوم الثلاثاء الموافق 22/8/2017 ليتولى تنظيم الدورات التدريبية لأعضاء الهيئة، والنشر الورقي والإلكتروني للكتابات الفقهية والمبادئ القضائية، وعقد المؤتمرات وورش العمل المرتبطة بالموضوعات ذات الصبغة القانونية والقضائية والتعاون والتنسيق مع الجهات والهيئات القضائية الأخرى والهيئات العامة.

## اختصاصات المركز
- تنظيم الدورات التدريبية لأعضاء قضايا الدولة.
- النشر الورقي والإلكتروني للكتابات الفقهية والمبادئ القضائية والمواد الثقافية المرتبطة بالعمل القانوني.
- عقد المؤتمرات المرتبطة بالموضوعات ذات الصبغة القانونية والقضائية التي تخص عمل قضايا الدولة سواء علي المستوي المحلي أو الدولي.
- عقد ندوات وورش عمل لمناقشة الموضوعات الهامة التي تخص عمل قضايا الدولة.
- التواصل في نطاق اختصاصات المركز مع الجهات النظيرة لعمل قضايا الدولة بالدول العربية والأجنبية لتبادل وجهات النظر حول الموضوعات ذات الاهتمام المشترك وبيان دور قضايا الدولة فيها.
- التعاون والتنسيق المشترك مع الجهات والهيئات القضائية الأخري والهيئات العاملة في المجال القانوني والقضائي داخل الدولة أو خارجها في الموضوعات القانونية والقضائية ذات الاهتمام المشترك.[3]

## الدورات التي نظمها المركز
| م    | اسم الدورة التدريبية                                                                                                | مكان انعقادها                             | تاريخ انعقادها                              | عدد الاعضاء المتدربين |
| 2018 | 2018 | 2018                                      | 2018                                        | 2018                  |
| ---- | --- | ----------------------------------------- | ------------------------------------------- | --------------------- |
| 1    | تنمية المهارات القيادة                                                                                              | المركز القومى للبحوث الاجتماعية والجنائية | الدورة الاولي في الفترة من 11 إلى 14 مارس   | 33                    |
| 1    | تنمية المهارات القيادة                                                                                              | المركز القومى للبحوث الاجتماعية والجنائية | الدورة الثانية في الفترة من 18 إلى 21 مارس  | 44                    |
| 2    | تنمية المهارات القيادة                                                                                              | فندق توليب الاسكندرية                     | من 10 إلى 11 ابريل                          | 64                    |
| 3    | مبادئ الصياغة القانونية                                                                                             | فندق توليب الاسكندرية                     | من 10 إلى 11 ابريل                          | 109                   |
| 4    | تنمية المهارات القيادية                                                                                             | فندق ايزيس الجزيرة، أسوان                 | من 5 إلى 7 مايو                             | 55                    |
| 5    | مبادئ الصياغة القانونية                                                                                             | فندق ايزيس الجزيرة، أسوان                 | من 5 إلى 7 مايو                             | 74                    |
| 6    | مكافحة المخدرات والوقاية من الإدمان                                                                                 | المركز القومى للبحوث الاجتماعية والجنائية | من 6 إلى 8 مايو                             | 42                    |
| 7    | تنمية المهارات القيادية                                                                                             | المركز القومى للبحوث الاجتماعية والجنائية | من 12 إلى 15 مايو                           | 34                    |
| 8    | مبادئ الصياغة القانونية                                                                                             | فندق توليب الاسماعيلية                    | من 1 الي 3 يوليو                            | 164                   |
| 9    | البرنامج التدريب لطلاب الاكاديمية العربية للعلوم والتكنولوجيا                                                       | مقر الادارة العامة - هيئة قضايا الدولة    | من 3 الي 13 سبتمبر                          | 20                    |
| 10   | مبادئ الصياغة القانونية                                                                                             | نادي مستشاري قضايا الدولة بالزمالك        | من 9 الي 11 أكتوبر                          | 82                    |
| 11   | برنامج التميز القانونى لأعضاء قضايا الدولة الجدد                                                                    | الأكاديمية الوطنية للتدريب والتأهيل       | من 8 أكتوبر الي 28 نوفمبر                   | 306                   |
| 12   | الوسائل البديلة لفض المنازعات                                                                                       | فندق توليب الاسكندرية                     | من 17 الي 19 نوفمبر                         | 131                   |
| 2019 | |                                           |                                             |                       |
| 13   | صياغة العقود ومنازعاتها                                                                                             | فندق ايزيس (بيراميزا) اسوان               | في الفترة من 8 يناير الي 10 يناير           | 139                   |
| 14   | تنمية المهارات القيادية                                                                                             | المركز القومى للبحوث الاجتماعية والجنائية | الدورة الاولي في الفترة من 24 الي 27 فبراير | 21                    |
| 14   | تنمية المهارات القيادية                                                                                             | المركز القومى للبحوث الاجتماعية والجنائية | الدورة الثانية في الفترة من 3 الي 6 مارس    | 25                    |
| 15   | صياغة العقود ومنازعاتها                                                                                             | فندق توليب الفرسان الاسماعيلية            | في الفترة من 15 يونيو إلى 17 يونيو          | 122                   |
| 16   | البرنامج التدريب لطلاب الاكاديمية العربية للعلوم والتكنولوجيا                                                       | مقر الادارة العامة - هيئة قضايا الدولة    | الدفعة الاولي من 13 الي 21 يوليو            | 20                    |
| 16   | البرنامج التدريب لطلاب الاكاديمية العربية للعلوم والتكنولوجيا                                                       | مقر الادارة العامة - هيئة قضايا الدولة    | الدفعة الثانية من 3 الي 18 اغسطس            | 20                    |
| 2020 | |                                           |                                             |                       |
| 17   | تنمية المهارات القيادية                                                                                             | المركز القومى للبحوث الاجتماعية والجنائية | الدورة الاولي في الفترة من 12الى 15 يناير   | 31                    |
| 17   | تنمية المهارات القيادية                                                                                             | المركز القومى للبحوث الاجتماعية والجنائية | الدورة الاولي في الفترة من 19الى 22 يناير   | 22                    |
| 18   | اللغة العربية والقانون                                                                                              | بمقر نادي قضايا الدولة بمحافظة بورسعيد    | في الفترة من 3 أكتوبر حتي 5 أكتوبر          | 55                    |
| 19   | حلقة نقاشية للسادة أعضاء قضايا الدولة عن ( منازعات الضرائب )                                                        | بمقر نادي مستشاري قضايا الدولة بالزمالك   | في الفترة من 28 ديسمبر حتي 30 ديسمبر        | 63                    |
| 2021 | |                                           |                                             |                       |
| 20   | البرنامج التدريبي المطور حول "الجوانب الفنية والقانونية في الكشف عن الجرائم الإلكترونية :الصعوبات والحلول المقترحة" | المركز القومى للبحوث الاجتماعية والجنائية | في الفترة من 4 إلى 8 أبريل 2021             | 24                    |
| 21   | اللغة العربية والقانون                                                                                              | فندق توليب الفرسان الاسكندرية             | في الفترة من 18 الي 20 مايو 2021            | 82                    |
| 22   | اللغة العربية والقانون                                                                                              | بمقر نادي مستشاري قضايا الدولة بالزمالك   | في الفترة من 20 الي 22 يونيو 2021           | 73                    |

## الهيكل التنظيمي
| الاسم                                      | الصورة | المنصب                                       |
| المستشار حسين مصطفي فتحي                   |        | رئيس قضايا الدولة رئيس المركز                |
| ------------------------------------------ | ------ | -------------------------------------------- |
| المستشار وحيد احمد محمد عوض                |        | رئيس المكتب الفني لقضايا الدولة ومدير المركز |
| المستشار دكتور عبد الحميد نجاشي            |        | امينا للصندوق وعضوا                          |
| المستشار دكتور ايهاب أحمد عبد الظاهر عثمان |        | عضوا                                         |
| المستشار دكتور عمر علي نجم حرب             |        | عضوا                                         |
| المستشار محمد عبد الحميد احمد علي          |        | عضوا                                         |
| المستشار يسري سيد علي مدني                 |        | عضوا                                         |
| المستشار دكتور عبد الناصر عثمان            |        | منسقا عاما وعضوا                             |
| الاستاذة أمينة مصطفي محمود إبراهيم         |        | منسقا عاما وعضوا                             |

## وصلات خارجية
- الموقع الرسمي لمركز الدراسات القضائية والتدريب
- رئيس هيئة قضايا الدولة يفتتح دورة تدريبية لمستشاريها بمحافظات القناة
- رئيس هيئة قضايا الدولة يدشن الدورة الثالثة لمركز التدريب بأسوان
- قضايا الدولة تنظم دورة تدريبية في مجال إدارة الأزمات والتفاوض
- اليوم.. انتهاء تدريب 165 مستشارا بـ«قضايا الدولة» على صياغة العقود
- محافظ الإسماعيلية يشهد افتتاح دورة مركز الدراسات القضائية والتدريب
- رئيس هيئة قضايا الدولة يشيد بجهود محافظ الإسماعيلية في دورة مركز الدراسات